# Ancylolomia umbonella
Ancylolomia umbonella is een vlinder uit de familie van de grasmotten (Crambidae). De wetenschappelijke naam van de soort is voor het eerst geldig gepubliceerd in 1981 door Wang & Sung.